# Team Wiesenhof-Felt
Team Wiesenhof-Felt var et Kontinental Tour-hold baseret i Tyskland. Holdet modtog også invitationer til enkelte ProTour-løb, som et "wild card". Holdet blev ledet af Raphael Schweda med assistance fra sportsdirektørene Hahn Jochen, Markus Schleicher og Jens Heppner.

## 2007

### Rytterne
| - Artur Gajek - Bas Giling - Christian Leben - Jörg Ludewig - Daniel Musiol - Felix Odebrecht - Olaf Pollack - Steffen Radochla |  | - Robert Retschke - Torsten Schmidt - André Schulze - Stefan van Dijk - Martin Velits - Peter Velits - Robert Wagner - Steffen Wesemann |

## Eksterne links
- Officielle hjemmeside Arkiveret 27. september 2007 hos  Wayback Machine (tysk)